# Viadeo
Viadeo mit Sitz in Paris war ein professionelles soziales Netzwerk.
Das ehemals unabhängige und börsennotierte Unternehmen hatte zeitweise über 65 Millionen Mitglieder und war einer der größten Konkurrenten von LinkedIn und XING, musste aber nach einer fehlgeschlagenen Internationalisierung Ende November 2016 Insolvenz ankündigen.
Ende Dezember 2016 wurde die Übernahme durch die Mediengruppe Le Figaro bekannt; 2020 wurde es mit der Schwestergesellschaft Journal du Net zusammengelegt.

Viadeo-Vertretungen in der Welt (2010)

## Hintergrund
Das Unternehmen wurde im Mai 2004 von den Franzosen Dan Serfaty und Thierry Lunati als Netzwerk für berufliche/geschäftliche Kontakte gegründet. Um sich auf dem indischen und dem chinesischen Markt zu etablieren, kaufte die Viadeo-Gruppe 2006 und 2007 die Netzwerke ApnaCircle und Tianji auf. 2009, wurde in Indien Apna Circle und in Kanada Unyk erworben; zu der Zeit zählte Viadeo 25 Mio. Nutzer (verglichen mit 48 Mio. bei LinkedIn zu dem Zeitpunkt).
Offiziellen Zahlen nach zählte die Gruppe Anfang 2012 40 Millionen Nutzer in 226 Ländern und unterhielt 10 Vertretungen mit um die 400 Mitarbeitern. Die meisten Nutzer kamen zu diesem Zeitpunkt aus China, gefolgt von Frankreich, Brasilien und Mexiko. Nach Mandarin waren die meistgesprochenen Sprachen auf Viadeo Französisch, Englisch, Spanisch und Portugiesisch.
Zu seinem Höhepunkt im Jahr 2014 zählte es über 65 Millionen Mitglieder.
Obwohl das Unternehmen nicht profitabel war, wurde es 2014 in Paris an die Börse gebracht, musste aber seinen Expansionskurs drosseln. Ende 2015 wurden die Aktivitäten in China geschlossen. Im Januar 2015 musste der Gründer, Dan Serfaty, das Unternehmen verlassen; trotz eines neuen Management, Stellenstreichungen und einer Rückbesinnung auf den französischen Heimatmarkt, gelang es nicht, das Unternehmen in die Gewinnzone zu bringen. Am 29. November 2016 wurde das Unternehmen insolvent erklärt (redressement judiciaire). Die Aktiennotierung wurde im Zuge der Insolvenz ausgesetzt.
Im Dezember 2016 wurde bekannt, dass der Zeitungsverlag Le Figaro, die das Netzwerk mit zuletzt 11 Mio. Nutzern in Frankreich und 98 von zuletzt 128 Mitarbeitern übernehmen werde. Die Zeitung besitzt bereits eine erfolgreiche Online-Präsenz; neben einer Online-Ausgabe werden über die Filiale Figaro Classifieds eine Reihe von Online-Anzeigenseiten, darunter Cadremploi, Keljob oder ChooseYourBoss betrieben.
2020 wurde das verbleibende Geschäft mit der ebenfalls zum Le Figaro-Konzern gehörenden Online-Medienplatform Journal du Net zusammengelegt und funktioniert seither in stark eingeschränkter Form unter dem Namen JDN Viadeo.